# Excerpta Latina Barbari
Excerpta Latina Barbari  (slovensko Izvlečki v slabi (barbarski) latinščini) so latinski prevod grške kronike iz 5. ali zgodnjega 6. stoletja.

## Izvor
Grško kroniko so v latinščino prevedli v Aleksandriji med vladanjam bizantinskega cesarja Zenona (474-491) ali Anastazija I. (491-518). Izvirna kronika je bila različica Chronicae Alexandrinae (Aleksandrijska kronika) .  V latinščino je je okoli leta 750   prevedel neznan merovinški avtor. Naslov Excerpta Latina Barbari  je dobila zaradi izredno slabega prevoda, polnega napak in nekaj sprememb, ki jih je v prevod vključil prevajalec. Med slednje spada na primer trditev, da so merovinški kralji potomci antičnih Trojancev. Trditev je bila popularizirana že v Liber historiae Francorum (Zgodovina Frankov).
Excerpta Latina Barbari je prvi omenil Joseph Justus Scaliger v svojem  delu Thesaurus temporum (Zaklad časa, 1606) in jim dal sedanji naslov. Nekateri sodobni znanstveniki se z naslovom ne strinjajo, a se je kljub temu obdržal. Izvirni rokopis iz 8. stoletja hrani Bibliothèque nationale de France v Parizu.

## Vsebina
Kronika ima dva dela: 
- zgodovino sveta in nastanka do Kleopatre
- seznam kraljev ali vladarjev od Asirije do rimskih konzulov, vključno  s Ptolemajsko dinastijo, seznamom judovskih velikih svečenikov in kraljev in vnosom za makedonske kralje. Seznami kraljev se začnejo z nekaterimi mitološkimi kralji. Seznam asirskih, na primer, se začne s kraljem Belusom, datiranim v okoli 2206 pr. n. št. [6] Za zgodovinskega  šteje tudi špartanskega kralja  Menelaja.